# 凱琳·惠特尼
凱琳·惠特尼（英語：Kaylin Whitney，1998年3月9日—），美國田徑運動員，她代表美國隊參加了日本舉行的2020年夏季奧林匹克運動會，結果獲得女子4×400米接力比賽金牌和混合4×400米接力比賽銅牌。